# Conflito curdo-iraquiano
O conflito curdo-iraquiano consiste em uma série de guerras e revoltas, que começaram na década de 1960 com o retorno de Mustafa Barzani do exílio e a erupção da Primeira Guerra Curdo-Iraquiana.

## Histórico

### Anos 1970
Apesar das tentativas de resolver o conflito através do fornecimento de uma autonomia reconhecida aos curdos no Norte do Iraque (Curdistão iraquiano), as negociações fracassaram em 1974, resultando na retomada das hostilidades, conhecida como a Segunda Guerra Curdo-Iraquiana, o que resultou no colapso das milícias curdas e a reconquista do norte do Iraque pelas tropas do governo. Como resultado, Mustafa Barzani e a maioria da liderança do Partido Democrático do Curdistão fugiram para o Irã, enquanto a União Patriótica do Curdistão obtinha poder com o vácuo.
A partir de 1976, as relações entre o PDC e a UPC rapidamente se deterioraram, atingindo o clímax em abril de 1978, quando as tropas da UPC sofreram uma grande derrota para o PDC, que teve o apoio de forças aéreas iranianas e iraquianas.

### Anos 1980
O conflito ressurgiu como parte da Guerra Irã-Iraque (1980-1988), com os partidos curdos colaborando contra Saddam Hussein, e o PDC também ganhando apoio militar da República Islâmica do Irã. Em 1986, a liderança iraquiana se cansou do fortalecimento e da não-lealdade da entidade curda no Norte do Iraque e começou uma campanha de genocídio, conhecida como Al-Anfal, para expulsar os combatentes curdos e se vingar contra a população curda - um ato frequentemente descrito como um genocídio curdo com 150.000 a 200.000 vítimas.

### Anos 1990
Em 1991, na sequência da Guerra do Golfo, uma série de insurreições abalaram o Iraque, embora apenas os curdos conseguiram alcançar um status de autonomia reconhecida dentro de uma das zonas de exclusão aérea iraquianas, criada pela coalizão.
Na década de 1990, o conflito entre o PDC e o UPC irrompeu mais uma vez, resultando em uma guerra civil sangrenta, que terminou em 1997. 

### Anos 2000
As conquistas mais valiosas do povo curdo ocorreram entre 2003 e 2005, quando o regime de Saddam Hussein foi derrubado, como parte da invasão do Iraque em 2003, com assistência dos peshmergas, e a autonomia curda ganhou reconhecimento pelo novo governo iraquiano.
No entanto, uma década depois, um novo conflito militar ocorreu, após o referendo de independência do Curdistão iraquiano em 2017.

## Ver Também
- Primeira Guerra Curdo-Iraquiana
- Segunda Guerra Curdo-Iraquiana
- Conflito curdo-iraquiano (2017)
- Operação Mamute